# Robert-Joseph Mathen
Robert-Joseph Mathen (* 30. Dezember 1916 in Aubange, Belgien; † 19. Januar 1997 in Namur) war Bischof von Namur.

## Leben
Robert Joseph Mathen wurde am 25. August 1940 in Namur zum Priester geweiht.
Papst Paul VI. ernannte ihn am 15. März 1974 zum Koadjutorbischof von Namur und Titularbischof von Tituli in Numidia. Die Bischofsweihe spendete ihm der Bischof von Namur, André Marie Charue, am 3. Mai desselben Jahres. Mitkonsekratoren waren Weihbischof Jean-Baptiste Musty aus Namur und der Sekretär der Päpstlichen Bibelkommission, Albert Descamps. 
Mit dem altersbedingten Rücktritt André Marie Charues am 24. Juni 1974 folgte er diesem als Bischof von Namur nach.
Am 7. Februar 1991 nahm Papst Johannes Paul II. seinen Rücktritt an.